# Fatehgarh Churian
Fatehgarh Churian é uma cidade  no distrito de Gurdaspur, no estado indiano de Punjab.

## Demografia
Segundo o censo de 2001, Fatehgarh Churian tinha uma população de 15,879 habitantes. Os indivíduos do sexo masculino constituem 53% da população e os do sexo feminino 47%. Fatehgarh Churian tem uma taxa de literacia de 72%, superior à média nacional de 59.5%: a literacia no sexo masculino é de 75% e no sexo feminino é de 68%. Em Fatehgarh Churian, 12% da população está abaixo dos 6 anos de idade.